# Avenida Andrés Zevallos
La avenida Andrés Zevallos de la Puente es una de las principales avenidas de la ciudad de Cajamarca, en el Perú. Se extiende de norte a sur a lo largo de 12 cuadras.

## Historia
Anteriormente, formó parte del trazado de la avenida Evitamiento Norte. Fue inaugurada el 29 de agosto de 2017.

## Recorrido
Se inicia en la avenida Hoyos Rubio, siguiendo el trazo de la avenida Evitamiento Norte. En sus primeras cuadras atraviesa parte de las urbanizaciones Horacio Zevallos y La Raymina. Entre las cuadras 3 y 4 se encuentra el campus de la Universidad Privada del Norte. En la cuadra 5 está ubicado el centro comercial Open Plaza Cajamarca, perteneciente al holding chileno Falabella, que acoge como locales ancla a Tottus, Sodimac y Cinemark.